# Derby des îles Canaries
Le Derby des îles Canaries est une rencontre de football disputée entre l'UD Las Palmas et le CD Tenerife.

## Tous les résultats

### Championnat
| Saison    | Division                            | Date              | Équipe à domicile | Résultat |
| --------- | ----------------------------------- | ----------------- | ----------------- | -------- |
| 1949-1950 | Tercera División                    | 30 avril 1950     | CD Tenerife       | 1 – 2    |
| 1949-1950 | Tercera División                    | 4 juin 1950       | UD Las Palmas     | 1 – 0    |
| 1953-1954 | Segunda División                    | 27 décembre 1953  | UD Las Palmas     | 1 – 1    |
| 1953-1954 | Segunda División                    | 25 avril 1954     | CD Tenerife       | 0 – 0    |
| 1960-1961 | Segunda División                    | 13 novembre 1960  | CD Tenerife       | 1 – 0    |
| 1960-1961 | Segunda División                    | 5 mars 1961       | UD Las Palmas     | 0 – 0    |
| 1962-1963 | Segunda División                    | 11 novembre 1962  | CD Tenerife       | 0 – 1    |
| 1962-1963 | Segunda División                    | 10 mars 1963      | UD Las Palmas     | 0 – 1    |
| 1963-1964 | Segunda División                    | 17 novembre 1963  | CD Tenerife       | 1 – 1    |
| 1963-1964 | Segunda División                    | 15 mars 1964      | UD Las Palmas     | 1 – 0    |
| 1983-1984 | Segunda División                    | 8 janvier 1984    | CD Tenerife       | 0 – 0    |
| 1983-1984 | Segunda División                    | 20 mai 1984       | UD Las Palmas     | 0 – 2    |
| 1984-1985 | Segunda División                    | 29 décembre 1984  | CD Tenerife       | 0 – 0    |
| 1984-1985 | Segunda División                    | 12 mai 1985       | UD Las Palmas     | 1 – 0    |
| 1988-1989 | Segunda División                    | 18 septembre 1988 | CD Tenerife       | 3 – 1    |
| 1988-1989 | Segunda División                    | 21 février 1989   | UD Las Palmas     | 2 – 2    |
| 1999-2000 | Segunda División                    | 16 janvier 2000   | CD Tenerife       | 1 – 2    |
| 1999-2000 | Segunda División                    | 21 août 1999      | UD Las Palmas     | 2 – 0    |
| 2000-2001 | Segunda División                    | 18 novembre 2000  | UD Las Palmas     | 0 – 1    |
| 2000-2001 | Segunda División                    | 21 avril 2001     | CD Tenerife       | 2 – 0    |
| 2001-2002 | Primera División                    | 22 décembre 2001  | CD Tenerife       | 1 – 3    |
| 2001-2002 | Primera División                    | 5 mai 2002        | UD Las Palmas     | 0 – 1    |
| 2002-2003 | Segunda División                    | 25 janvier 2003   | UD Las Palmas     | 1 – 0    |
| 2002-2003 | Segunda División                    | 21 juin 2003      | CD Tenerife       | 0 – 0    |
| 2003-2004 | Segunda División                    | 4 octobre 2003    | UD Las Palmas     | 1 – 1    |
| 2003-2004 | Segunda División                    | 7 mars 2004       | CD Tenerife       | 2 – 0    |
| 2006-2007 | Segunda División                    | 21 octobre 2006   | UD Las Palmas     | 0 – 0    |
| 2006-2007 | Segunda División                    | 24 mars 2007      | CD Tenerife       | 3 – 1    |
| 2007-2008 | Segunda División                    | 3 novembre 2007   | CD Tenerife       | 2 – 2    |
| 2007-2008 | Segunda División                    | 5 avril 2008      | UD Las Palmas     | 1 – 1    |
| 2008-2009 | Segunda División                    | 22 novembre 2008  | UD Las Palmas     | 0 – 1    |
| 2008-2009 | Segunda División                    | 25 avril 2009     | CD Tenerife       | 2 – 0    |
| 2010-2011 | Segunda División                    | 23 janvier 2011   | CD Tenerife       | 1 – 1    |
| 2010-2011 | Segunda División                    | 4 juin 2011       | UD Las Palmas     | 1 – 0    |
| 2013-2014 | Segunda División                    | 4 décembre 2013   | CD Tenerife       | 3 – 0    |
| 2013-2014 | Segunda División                    | 10 mai 2014       | UD Las Palmas     | 1 – 0    |
| 2014-2015 | Segunda División                    | 28 septembre 2014 | CD Tenerife       | 2 – 1    |
| 2014-2015 | Segunda División                    | 1er mars 2015     | UD Las Palmas     | 1 – 1    |
| 2018-2019 | Segunda División                    | 16 décembre 2018  | UD Las Palmas     | 1 – 1    |
| 2018-2019 | Segunda División                    | 4 mai 2019        | CD Tenerife       | 2 – 1    |
| 2019-2020 | Segunda División                    | 7 septembre 2019  | CD Tenerife       | 0 – 0    |
| 2019-2020 | Segunda División                    | 25 janvier 2020   | UD Las Palmas     | 0 – 0    |
| 2020-2021 | Segunda División                    | 15 novembre 2020  | UD Las Palmas     | 1 – 0    |
| 2020-2021 | Segunda División                    | 27 mars 2021      | CD Tenerife       | 1 – 1    |
| 2021-2022 | Segunda División                    | 16 octobre 2021   | UD Las Palmas     | 2 – 1    |
| 2021-2022 | Segunda División                    | 2 février 2022    | CD Tenerife       | 0 – 1    |
| 2021-2022 | Barrages de promotion (demi-finale) | 1er juin 2022     | CD Tenerife       | 1 – 0    |
| 2021-2022 | Barrages de promotion (demi-finale) | 4 juin 2022       | UD Las Palmas     | 1 – 2    |
| 2022-2023 | Segunda División                    | 26 novembre 2022  | UD Las Palmas     | 3 – 1    |
| 2022-2023 | Segunda División                    | 19 mars 2023      | CD Tenerife       | 4 – 1    |

### Coupe du Roi
| Saison      | Division     | Date | Équipe à domicile | Résultat |
| ----------- | ------------ | ---- | ----------------- | -------- |
| 1964-65     | Copa del Rey | ?    | UD Las Palmas     | 2 – 0    |
| 1964-65     | Copa del Rey | ?    | CD Tenerife       | 2 – 0    |
| 1964-65     | Copa del Rey | ?    | UD Las Palmas     | 0 – 0    |
| 1964-65     | Copa del Rey | ?    | UD Las Palmas     | 1 – 0    |
| 1970-71     | Copa del Rey | ?    | UD Las Palmas     | 2 – 0    |
| 1970-71     | Copa del Rey | ?    | CD Tenerife       | 0 – 2    |
| 1974-75     | Copa del Rey | ?    | UD Las Palmas     | 2 – 0    |
| 1974-75     | Copa del Rey | ?    | CD Tenerife       | 1 – 1    |
| 1978-79     | Copa del Rey | ?    | CD Tenerife       | 1 – 0    |
| 1978-79     | Copa del Rey | ?    | UD Las Palmas     | 2 – 0    |
| 1979-80     | Copa del Rey | ?    | UD Las Palmas     | 2 – 1    |
| 1979-80     | Copa del Rey | ?    | CD Tenerife       | 1 – 2    |
| 1980-81     | Copa del Rey | ?    | UD Las Palmas     | 2 – 2    |
| 1980-81     | Copa del Rey | ?    | CD Tenerife       | 2 – 1    |
| 1986-87     | Copa del Rey | ?    | CD Tenerife       | 1 – 4    |
| 1994 – 1995 | Copa del Rey | ?    | UD Las Palmas     | 0 – 0    |
| 1994 – 1995 | Copa del Rey | ?    | CD Tenerife       | 0 – 0    |
| 1997-1998   | Copa del Rey | ?    | UD Las Palmas     | 3 – 2    |
| 1997-1998   | Copa del Rey | ?    | CD Tenerife       | 2 – 2    |